# Kfar Tikvà
Kfar Tikvà (en hebreu: כפר תקוה) significa el poble de l'esperança, és una institució israeliana situada prop de Qiryat Tivon, a on els discapacitats viuen junts en un quibuts.

## Història
Kfar Tikvà va ser fundat en 1963 sota la direcció de Siegfried Hirsch per un grup d'israelians en el cim d'una muntanya prop de Kiryat Tiv'on. Amb l'ajuda de voluntaris alemanys d'una associació i amb l'ajuda d'alguns donants alemanys, van començar a implementar la visió dels fundadors del quibuts. L'establiment va ser inaugurat en 1964.

## Idea
Sigfried Hirsch i els seus col·laboradors van fundar Kfar Tikvà en el lloc de l'abandonat quibuts Givat Zaid. Aquí la idea de Hirsch es va fer realitat. Un lloc on les persones amb discapacitat poden viure amb altres persones. Aquesta idea va culminar amb la frase del Dr. Hirsch en el dia de la inauguració de Kfar Tikvà: "Han de viure com nosaltres!". Així, Kfar Tikvà es considera avui dia com un quibbuts de tipus especial, principalment perquè no pertany al moviment del quibuts.
Els discapacitats del poble s'identifiquen com a membres (haverim) d'aquest quibbuts i assumeixen, en la mesura del possible, tasques i deures per a la comunitat. Des de la construcció del poble en el lloc de l'antic quibbuts Givat Zaid, que va tenir lloc en 1963 amb l'ajuda de voluntaris alemanys, Kfar Tikvà ha esdevingut una senyal de les relacions germano-israelianes.

## Estructura
Bàsicament, l'estructura del poble correspon a la d'un quibuts. La direcció està formada pels pares o representants del barri, els empleats i els representants dels discapacitats. Aquesta és la principal diferència amb altres instal·lacions per a discapacitats. A Kfar Tikvà, les persones amb discapacitat que hi viuen com a membres del quibuts, tenen dret a parlar, també a nivell de lideratge. Els representants escollits pels discapacitats tenen dret a l'autodeterminació i poden prendre decisions, per exemple en l'ocupació dels llocs de treball, en els projectes o en la recepció de nous membres. Compartir el treball i la responsabilitat amb els altres i el grup, fa que Kfar Tikvà sigui especial.

## Treball
Kfar Tikvà ofereix feina a unes 200 persones discapacitades. Hi ha treballs com jardineria, bugaderia i neteja. Les empreses comercials que hi ha en el poble, ofereixen treballs addicionals.

## Operacions comercials
A Kfar Tikvà, hi ha un celler, una gossera i una fàbrica de espelmes. Aquestes parcel·les es lloguen sota l'obligació d'assegurar i d'oferir una feina als haverim. El vi del celler de Kfar Tikvà, és especialment conegut. El projecte actual és el taller de ceràmica. L'ambaixada d'Alemanya a Tel-Aviv, va fer possible la construcció del poble, gràcies a les seves aportacions. La població ha estat funcionant durant anys, i s'han creat llocs de treball per a les persones amb discapacitat.

## Aprenentatge
Kfar Tikvà va ser el primer centre de discapacitats, capaç de convèncer a la Universitat de Haifa per oferir els seus programes educatius per als discapacitats. Des de llavors, la universitat ha estat utilitzant el programa per a la formació dels estudiants en professions socials, i ofereix als haverim i a les seves famílies, l'oportunitat d'elaborar junts un programa d'aprenentatge individual. D'aquesta manera, es va crear un projecte únic, que beneficia a les dues parts, a la universitat, als estudiants en formació, i a Kfar Tikvà, i que disposa del suport del membres del quibuts.

## Cooperació germano-israeliana
Sense aquesta cooperació, Kfar Tikvà no hauria estat possible. Els voluntaris alemanys de l'associació, en 1963 van dissenyar els edificis de l'antic quibuts Givat Shaul per als discapacitats. Des de llavors, Kfar Tikvà ha estat un signe actiu i especial de la cooperació entre cristians i jueus, i de les relacions germano-israelianes. En el quibuts, els voluntaris alemanys, israelians, jueus i cristians treballen conjuntament amb els haverim. Aquesta cooperació ha estat reforçada per la visita de les delegacions alemanyes i del ministre d'afers exteriors alemany.